# Suzuki Fronx
La Suzuki Fronx è una autovettura prodotta dalla casa automobilistica giapponese Suzuki a partire dal 2023.

## Descrizione

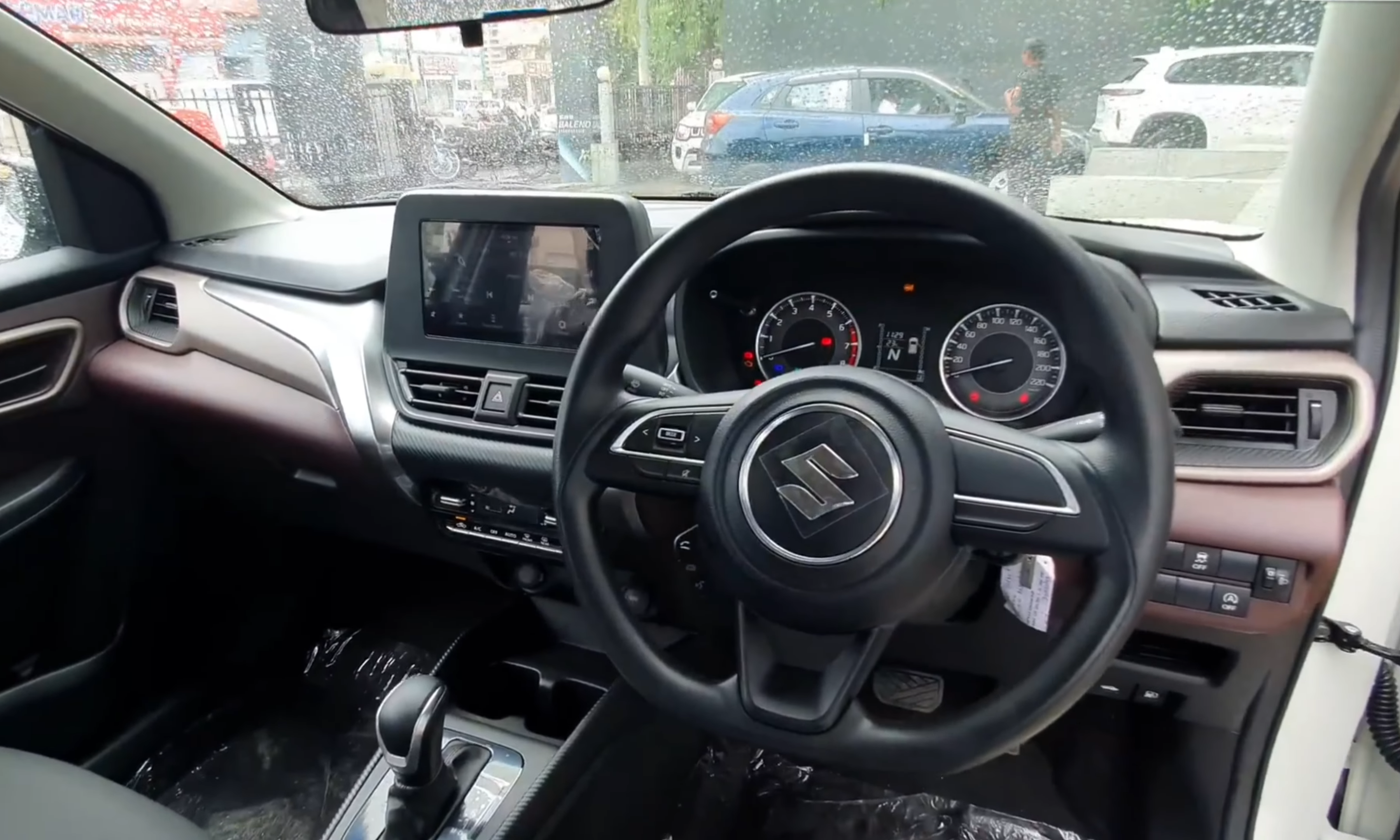
Interni

Presentata nel gennaio 2023 al Auto Expo in India, la Fronx è il secondo modello di Suzuki nel segmento SUV dopo la Brezza dedicata per il mercato indiano.
Rispetto alla Baleno che va a sostituire e dal quale in parte deriva, il cofano è stato rialzato, i pannelli della carrozzeria sono stati rifatti e il montante posteriore è stato inclinato in avanti. Ha uno bagagliaio di 308 litri, 10 litri più piccolo della Baleno a causa del piano di carico leggermente rialzato. Sempre rispetto alla Baleno, l'altezza da terra viene inoltre aumentata di 20 mm arrivando a 210 mm, a seguito di sospensioni modificate e di pneumatici 195/60 R16 più grandi.
La Fronx è alimentata da un motore a benzina con 3 cilindri da 1,0 litri K10C Boosterjet turbo con potenza di 73,6 kW (99 CV), abbinato ad un impianto a 48V ibrido leggero. Questa motorizzazione è disponibile con un manuale a 5 marce e un 6 marce Aisin con convertitore di coppia. L'altra motorizzazione disponibile è il 1,2 litri K12N Dualjet con potenza di 66 kW (89 CV), accoppiato a un manuale o automatico a 5 marce.